# Gare des Tuileries
La gare des Tuileries est une gare ferroviaire située à Bellevue dans le canton de Genève (Suisse).

## Situation ferroviaire
Établie à 389 mètres d'altitude, la gare des Tuileries est située au point kilométrique (PK) 55,70 de la ligne Lausanne – Genève entre les gares de Chambésy et de Genthod - Bellevue.

## Histoire
La gare est mise en service le 18 juin 1858, en même temps que le tronçon Genève-Versoix de la ligne Lausanne – Genève, mais n'a été réellement achevée qu'en 1861. La gare a évolué au cours des décennies, l'abri ayant été reconstruit plusieurs fois.

## Service des voyageurs

### Accueil
Située dans la campagne genevoise, la gare se trouve au sud de la commune de Bellevue, près de l'autoroute A1.
La gare est composée d'un quai latéral de 200 mètres de long environ, sur la voie la plus à l'est. On y accède par la route des Romelles.

### Desserte
La gare est desservie par les trains Léman Express qui relient la gare de Coppet aux gares d'Évian-les-Bains (L1), d'Annecy (L2), de Saint-Gervais-les-Bains-Le Fayet (L3) et d'Annemasse (L4).

### Intermodalité
La gare est desservie par les Transports publics genevois grâce à la ligne 52. Elle dispose d'un parc relais, situé à proximité de l'autoroute A1 et de la route principale 1.